# Rafael Oramas Cabrera
Rafael Oramas Cabrera   (Las Palmas de Gran Canaria, 19 de desembre de 1925 - Las Palmas de Gran Canaria, 25 de gener de 1994) fou un futbolista canari de les dècades de 1940 i 1950.

## Trajectòria
Es formà a diversos clubs canaris, com el Santa Catalina i el Real Club Victoria. El 1949 fitxà pel RCD Espanyol, però només va jugar tres partits de lliga a primera divisió. La següent temporada fou cedit al Girona FC, juntament amb Josep Fontanet. Tornà a les Canàries per jugar a la UD Las Palmas dues temporades, la primera d'elles a primera divisió amb Luis Valle Benítez d'entrenador. Posteriorment milità a la UD Salamanca, a Segona. Els seus darrers clubs foren el CD Aviación de Las Palmas, on fou jugador-entrenador, el CD Manchego i l'Alcázar CF. També fou entrenador del CD San Isidro de Gáldar.
Era nebot del també futbolista Rafael Oramas Navarro i germà de Domingo Oramas Cabrera.